# علی‌آباد (بهادران)
علی‌آباد روستایی در دهستان بهادران بخش مرکزی شهرستان مهریز استان یزد ایران است.

## جمعیت
بر پایه سرشماری عمومی نفوس و مسکن در سال ۱۳۹۵ جمعیت این روستا ۱۸۱ نفر (۵۸خانوار) بوده‌است.